# Johnny Joyce
John F. Joyce, detto Johnny (Galway, 22 agosto 1876 – Montgomery, 17 maggio 1957), è stato un mezzofondista statunitense.
Joyce partecipò, con gli Irish-American AC, alla gara degli 800 metri piani ai Giochi olimpici di Saint Louis 1904. In quella gara ottenne un risultato peggiore del sesto posto.